# Грос-Зарау
Грос-Зарау (нім. Groß Sarau) — громада в Німеччині, розташована в землі Шлезвіг-Гольштейн. Входить до складу району Герцогство Лауенбург. Складова частина об'єднання громад Лауенбургіше-Зен.
Площа — 17,08 км2. Населення становить 1010 ос. (станом на 31 грудня 2020).